# Canal Latino TV
Canal Latino TV es un canal de televisión español cuyos contenidos están orientados a la comunidad latinoamericana. Es una cadena privada y de emisión por cable a todo el territorio español.
Fundado en 2004, tiene su sede en Sabadell y está expandiendo su señal por el país. Actualmente llega a las ciudades más importantes, como Barcelona, Valencia, Sevilla y Madrid. Otras localidades importantes a donde llega son Vitoria, Santander, León, Cáceres, Tenerife y Gran Canaria (Zona Norte y Zona Sur).